# Емі Рьодер

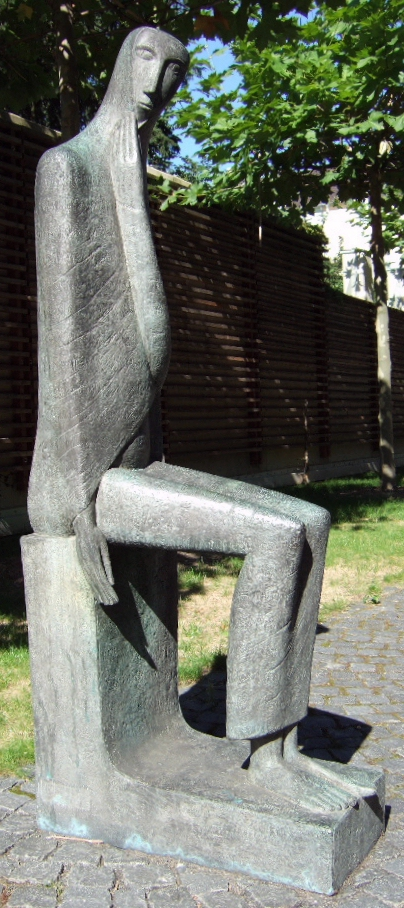
Е. Рьодер. Велика сидяча триполітанка. 1963

Емі Рьодер (нім. Emy Roeder; 30 січня 1890, Вюрцбург, Баварське королівство, Німеччина — 7 лютого 1971, Майнц, Рейнланд-Пфальц, ФРН) — німецька скульпторка та художниця-експресіоністка.

## Життя та творчість
Народилася 30 січня 1890 року у Вюрцбурзі. Вивчала мистецтво у Вюрцбурзі, Мюнхені та, протягом 1912—1915 років, у майстерні скульптора Бернгарда Гьотґера в Дармштадті. Потім переїхала до Берліна, де працювала вже самостійно. У Берліні була членкинею низки радикальних авангардистських художніх рухів, до яких тоді входило багато відомих майстрів — зокрема її вчитель Б. Гьотґер, а також Рудольф Беллінґ, Герберт Ґарбе (з яким Е. Рьодер 1919 року одружилась) та ін.
1920-ті роки ознаменувалися для Е. Рьодер значними творчими успіхами. Вона бере участь у низці берлінських виставок, художня критика позитивно оцінює її роботи. Е. Ґарбе-Рьодер та її чоловік-скульптор перебували в близьких, дружніх стосунках з берлінською художньою елітою — К. Кольвіцом, Е. Барлахом, К. Шмідт-Ротлуфом. 1933 року Г. Ґарбе добровільно вступає до НСДАП. Того ж року сім'я Ґарбе-Рьодер їде до Рима, звідки Г. Ґарбе за рік повертається до Берліна вже сам. Е. Рьодер залишається в Італії, потім працює у Франції та Баварії. 1936 року вона отримує стипендію флорентійського будинку художників Вілла Романа, яким тоді керував Ганс Пуррман, і працює у Флоренції до 1944 року.
1937 року низку робіт Е. Рьодер (серед яких скульптура Вагітна) нацисти віднесли до розряду дегенеративного мистецтва. 1944 року, під час звільнення Італії від фашистів, художницю заарештували союзники і відправили в табір для інтернованих, проте, завдяки клопотам Г. Пуррмана та історика Ф. Фольбаха, незабаром її звільнили. Протягом 4 повоєнних років живе та працює в Римі. Після повернення до Німеччини 1950 року, міська влада Майнца надала їй житло та художнє ательє, в обмін на ведення викладацької діяльності (до 1953). Пізніше веде життя вільної художниці в цьому місті, часто подорожуючи (до Швеції, Греції, Італії, Північної Африки).
1955 року бере участь у виставці сучасного мистецтва documenta 1 у Касселі. Художнє зібрання Е. Рьодер, що складалася з її робіт, а також творів класиків німецького експресіонізму — Еріха Геккеля, Карла Шмідт-Ротлуфа, Ганса Пуррмана, Отто Гербіґа та ін. , художниця заповідала рідному місту Вюрцбургу.
До творчої спадщини Е. Рьодер, яка працювала в експресіоністському художньому стилі, належать насамперед скульптурні зображення-портрети. Особливо вдавалися їй жіночі та материнські образи. В її працях 1920-х років відчувається вплив Е. Барлаха. Іншими важливими темами творчості є зображення тварин, і навіть оголеної натури — як у рельєфному, так і в скульптурному виконанні. У ранньому періоді Е. Рьодер працювала з металом і з деревом, пізніше ж створювала свої твори лише з бронзи.

## Нагороди
- 1920 — премія Прусської академії мистецтв[de]
- 1929 — премія міста Кельна в галузі створення (разом із Германом Блументалем[de])
- 1936 — премія Вілли Романа[en] (Флоренція)
- 1960 — орден «За заслуги перед ФРН»
- 1962 — велика премія міста Майнца в галузі мистецтв; присвоєння почесного членства Майнцького університету
- 1963 — присвоєння звання професора мистецтв міністерством культури землі Північний Рейн-Вестфалія
- 1966 — велика премія в галузі культури міста Вюрцбург[en]

## Галерея
- Роботи Емі Рьодер у галереї Остендорф (Мюнстер)